# Phyllopodopsyllus xenus
Phyllopodopsyllus xenus är en kräftdjursart som först beskrevs av Kunz.  Phyllopodopsyllus xenus ingår i släktet Phyllopodopsyllus och familjen Tetragonicipitidae. Inga underarter finns listade i Catalogue of Life.